# Jacob Anker-Paulsen
Jacob Anker-Paulsen (24. juni 1890 i Larvik – 6. september 1959) var en norsk-dansk forfatter. Han flyttede til Danmark i 1912, og fik udgivet alle sine bøger på danske forlag. Anker-Paulsen vakte opsigt i samtiden med sine erotiske digte, og digtsamlingen I badedragt opnåede at blive konfiskeret af myndighederne.
I romanen Jan Storm fra Solvik bruger han sit eget opvækstmiljø i Larvik som udgangspunkt.

## Citater
- | „ | Vet du hvad du er Menneske? Et stinkende sleipt Kryp i Uendeligheten | “ |
|   | — Faunedans, 1917                                                    |   |

### Digte
- Faunedans, 1917.
- Europa brænder, 1918.
- Bade-amour. Erotiske billeder fra Kullen, 1918.
- Horn og Hov, 1919.
- Elskhugs-leik. Vanvitsvers og andre, 1920.
- I badedragt og andre nye erotiske digte fra et mondænt badested, 1922.
- Sangbok for Smådjevle. Erotiske og andre Digte, 1922.
- Peters Sejlads og andre Digte for Børn, 1923.
- Fest og fiasko, 1924.
- Og kilderne springer, 1926.
- Klemtende hjærte. Udvalgte digte fra ti aar og nye, 1927.
- Felespil, 1929.
- Sangen om kjerligheten og andre ungdomsvers, 1930.
- Bær paa straa, 1933.

### Romaner
- Troldblod, 1921.
- Per og Tekla, 1921.
- På Vingerne, 1922.
- Dæmon-Bjørn. En Hængekøiroman, 1922.
- Syg Tid. En psykopatologisk romanrevy, 1925.
- Jan Storm fra Solvik, 1930.
- Jeg holder et speil op, 1935.